# Julien
De jongensnaam Julien is afgeleid van de Latijnse voornaam Julius.